# خورشید در می‌آید (ترانه)
«خورشید در می‌آید» تک‌آهنگی از هنرمند اهل کلمبیا شکیرا است.